# Tom Maher
Thomas Maher (nacido el 4 de septiembre de 1952 en Melbourne) es un entrenador de baloncesto australiano. Consiguió 3 medallas con Australia, entre juegos olímpicos y mundiales. También fue seleccionador de Nueva Zelanda, Gran Bretaña y China.